# Troian (asteroid)

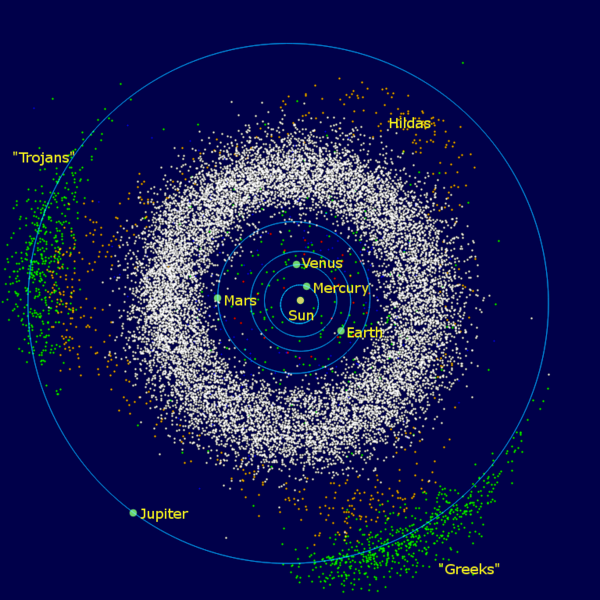
Asteroizii troieni ai lui Jupiter (coloraţi în verde) în faţa şi în spatele lui Jupiter, de-a lungul orbitei sale. Apare de asemenea si centura principală de asteroizi între orbita lui Marte si a lui Jupiter (cu alb) şi familia Hilda de asteroizi (cu maro).

În astronomie, adjectivul troian se referă la o planetă minoră sau satelit natural care ocupă aceeași orbită cu un corp ceresc mai mare, planetă sau satelit natural, dar care nu intră în coliziune cu acesta pentru că orbitează în unul din cele două puncte de stabilitate Lagrange, L4 sau L5, situate la 60° înainte sau după obiectul mai masiv.
Inițial, termenul se referea la asteroizii troieni care orbitează în jurul punctelor Lagrange ale lui Jupiter, iar asteroizii din punctele Lagrange ale altor planete fiind numiți asteroizi Lagrange. După aceea, au fost descoperite obiecte orbitând și în jurul lui Neptun și Marte. Mai mult, s-au descoperit sateliți troieni care orbitează în punctele Lagrange a doi sateliți de mărime medie ai lui Saturn.
- Termenul de asteroizi troieni se referă de obicei la troienii lui Jupiter, despre care se crede ca sunt la fel de numeroși ca și asteroizii din centura principală.
- 5261 Eureka, 1998 VF31, 1999 UJ7, și 2007 NS2 sunt troieni ai lui Marte.[2]
- Se cunosc șase troieni[3] ai lui Neptun, dar se așteaptă ca numărul lor să-l depășească cu un ordin de magnitudine numărul troienilor lui Jupiter.

## Istorie
Asteroidul 588 Achilles, descoperit de Max Wolf la 22 februarie 1906, este primul troian cunoscut.